# Elías Montiel
Elías Enrique Montiel Ávalos (Tula de Allende, Hidalgo, 7 de octubre de 2005) es un futbolista mexicano. Juega de mediocampista defensivo y su equipo actual es el Club de Fútbol Pachuca de la Primera División de México.

## Trayectoria
Desde el año 2019 se incorporó al Club de Fútbol Pachuca y realizó su formación juvenil desde la sub-15. En 2023 fue ascendido al primer equipo por el entrenador Guillermo Almada. Estuvo en el banco de suplentes por primera vez en el partido para definir al Campeón de Campeones de la temporada 2022-23, no tuvo minutos y perdieron 1-2 frente a Tigres.
Debutó como profesional el 2 de agosto de 2023 en el Shell Energy Stadium ante más de 10400 espectadores, a pesar de ser su primer partido oficial jugó los 90 minutos contra Houston Dynamo en la primera ronda de la Leagues Cup, empataron sin goles pero fueron derrotados por penales. Disputó sus primeros minutos con 17 años y el dorsal número 196.
Para el Torneo Apertura 2023 fue considerado en el primer equipo desde la fecha 1.

## Selección nacional
Ha sido internacional con la selección de fútbol de México en las categorías juveniles sub-18 y sub-20, además ha sido parte de la absoluta.
Fue convocado por primera vez a la selección de México por el entrenador Carlos Cariño para jugar una serie de partidos amistosos internacionales sub-18 en España.
En enero de 2025 tuvo su primera convocatoria a la selección absoluta mexicana, para jugar unos amistosos de visitantes contra clubes. Debutó con el Tri el 16 de enero, fue titular para jugar contra Internacional, brindó una asistencia y ganaron 0-2. El siguiente partido fue contra River Plate, fue suplente e ingresó al minuto 71 pero fueron derrotados 2-0.

## Estadísticas
Actualizado al último partido citado el 20 de julio de 2025.
| Club                   | Div.          | Temporada     | Liga  | Liga  | Liga   | Copas nacionales | Copas nacionales | Copas nacionales | Copas internacionales | Copas internacionales | Copas internacionales | Total | Total | Total  |
| Club                   | Div.          | Temporada     | Part. | Goles | Asist. | Part.            | Goles            | Asist.           | Part.                 | Goles                 | Asist.                | Part. | Goles | Asist. |
| ---------------------- | ------------- | ------------- | ----- | ----- | ------ | ---------------- | ---------------- | ---------------- | --------------------- | --------------------- | --------------------- | ----- | ----- | ------ |
| C. F. Pachuca · México | 1.ª           | 2022-23       | -     | -     | -      | 0                | 0                | 0                | -                     | -                     | -                     | 0     | 0     | 0      |
| C. F. Pachuca · México | 1.ª           | 2023-24       | 23    | 0     | 3      | —                | —                | —                | 7                     | 0                     | 0                     | 30    | 0     | 3      |
| C. F. Pachuca · México | 1.ª           | 2024-25       | 30    | 2     | 2      | —                | —                | —                | 7                     | 1                     | 0                     | 37    | 3     | 2      |
| C. F. Pachuca · México | 1.ª           | 2025-26       | 2     | 1     | 0      | —                | —                | —                | -                     | -                     | -                     | 2     | 1     | 0      |
| C. F. Pachuca · México | Total club    | Total club    | 55    | 3     | 5      | 0                | 0                | 0                | 14                    | 1                     | 0                     | 69    | 4     | 5      |
| Total carrera          | Total carrera | Total carrera | 55    | 3     | 5      | 0                | 0                | 0                | 14                    | 1                     | 0                     | 69    | 4     | 5      |
| 1. 2.                  |               |               |       |       |        |                  |                  |                  |                       |                       |                       |       |       |        |

## Palmarés

### Títulos internacionales
| Título                           | Club                | Sede                             | Año  |
| -------------------------------- | ------------------- | -------------------------------- | ---- |
| Campeonato Sub-20 de la Concacaf | Selección de México | México                           | 2024 |
| Copa de Campeones de la Concacaf | C. F. Pachuca       | Norte, Centroamérica y el Caribe | 2024 |
| Derbi de las Américas de la FIFA | C. F. Pachuca       | Catar                            | 2024 |
| Copa Challenger de la FIFA       | C. F. Pachuca       | Catar                            | 2024 |

### Distinciones individuales
| Distinción                                             | Año  |
| ------------------------------------------------------ | ---- |
| Balón de bronce de la Copa Intercontinental de la FIFA | 2024 |
| MVP de la Copa Challenger de la FIFA                   | 2024 |